# Endeidae
Famille
Les Endeidae sont une famille de pycnogonides.

## Liste des sous-familles et genres
Selon PycnoBase :
Deux sous-familles dont une fossile :
- Endeinae Norman, 1908
  - Endeis Philippi, 1843
- † Palaeoendeinae Bamber, 2007
  - † Colossopantopodus Charbonnier, Vannier & Riou, 2007
  - † Palaeoendeis Charbonnier, Vannier & Riou, 2007
  - † Palaeopycnogonides Charbonnier, Vannier & Riou, 2007

## Référence
- (en) Norman, « The Podosomata (= Pycnogonida) of the temperate Atlantic and Arctic Oceans », Transactions of the Linnean Society of London (Zoology), vol. 11, 1908, p. 198-239.